# Atami, Shizuoka
Atami (tiếng Nhật: 熱海市) là một thành phố thuộc tỉnh Shizuoka của Nhật Bản.
Thành phố có diện tích 61,77 km2, có dân số ước tính vào tháng 12 năm 2016 là 37.146, mật độ dân số 601 người / km2.

## Địa lý
Atami nằm ở góc phía đông của quận Shizuoka ở phía bắc bán đảo Izu. Thành phố nằm trên sườn dốc của một ngọn núi lửa bị ngập nước một phần nằm trên bờ vịnh Sagami. Cái tên "Atami" có nghĩa là "đại dương nóng", một tham chiếu đến suối nước nóng Onsen nổi tiếng của thành phố. Ranh giới thành phố bao gồm hòn đảo ngoài khơi Hatsushima. Hầu hết Atami nằm trong vườn quốc gia Fuji-Hakone-Izu. Được làm nóng bởi dòng hải lưu Kuroshio ngoài khơi, khu vực này được biết đến với khí hậu biển vừa phải với mùa hè nóng, ẩm ướt, và mùa đông ngắn.

## Lịch sử
Atami được biết đến như là một thị trấn nghỉ dưỡng tập trung vào các suối nước nóng của nó kể từ thế kỷ 8 sau Công nguyên. Trong thời kỳ Kamakura, Minamoto Yoritomo và Hōjō Masako là những du khách đáng chú ý. Trong suốt thời kỳ Edo, tất cả tỉnh Izu đều thuộc lãnh thổ tenryō dưới quyền kiểm soát trực tiếp của tướng Tokugawa. Trong thời kỳ cải cách địa chính của giai đoạn đầu thời Meiji năm 1889, làng Atami được tổ chức trong quận Kamo, Shizuoka. Nó đã được nâng lên vị trí thị trấn vào ngày 11 tháng 6 năm 1894, và đã được chuyển giao cho sự quản lý hành chính của Quận Tagata, Shizuoka vào năm 1896.
Trung tâm tâm trương của trận động đất Kanto lớn vào năm 1923 nằm sâu bên dưới đảo Izu Ōshima ở vịnh Sagami, gần Atami, nơi bị thiệt hại đáng kể, cũng như các đô thị khác trong vùng Kanto xung quanh. Tầm cao sóng thần đã lên tới 35 feet tại Atami, tràn ngập thị trấn và chết chìm ba trăm người.
Thành phố Atami hiện đại được thành lập vào ngày 10 tháng 4 năm 1937, thông qua việc sáp nhập thị xã Atami với làng Taga lân cận. Sau khi tuyên bố Atami là "Thành phố Văn hoá Du lịch Quốc tế" của chính phủ Nhật Bản năm 1950, khu vực này đã có sự phát triển nhanh chóng trong việc phát triển khách sạn khu nghỉ mát lớn. Sự tăng trưởng này tăng lên sau khi trạm Atami dừng chân trên tuyến tàu tốc hành cao tốc Tōkaidō Shinkansen năm 1964. Cùng với Onsen nổi tiếng, Atami được biết đến với geisha onsen của nó. Atami đã trải qua một sự sụt giảm đáng kể tính phổ biến như là một điểm đến kỳ nghỉ do cuộc khủng hoảng kinh tế của Nhật Bản vào những năm 1990 và sự sụp đổ của những kỳ nghỉ được tổ chức bởi công ty lớn nhưng hiện đang trải qua một sự hồi sinh như một cộng đồng trong phòng ngủ do gần Tokyo và Yokohama.
Inagawa-kai, lớn thứ ba trong số các nhóm Yakuza của Nhật Bản, được thành lập vào năm 1949 tại Atami là Inagawa-gumi (稲川組) bởi Kakuji Inagawa.
Đại hội lần thứ 24 của Đảng Cộng sản Nhật Bản đã được tổ chức tại Atami vào tháng 1 năm 2006.